# 金庄铁路
金庄铁路是位于中国辽宁省大连市的一条铁路，自金州区的金州站至庄河市的庄河站。金州站至城子坦站（又称金城铁路）由沈阳铁路局管辖，城子坦南站至庄河站（又称城庄铁路）由庄河地方铁路局管辖。

## 历史

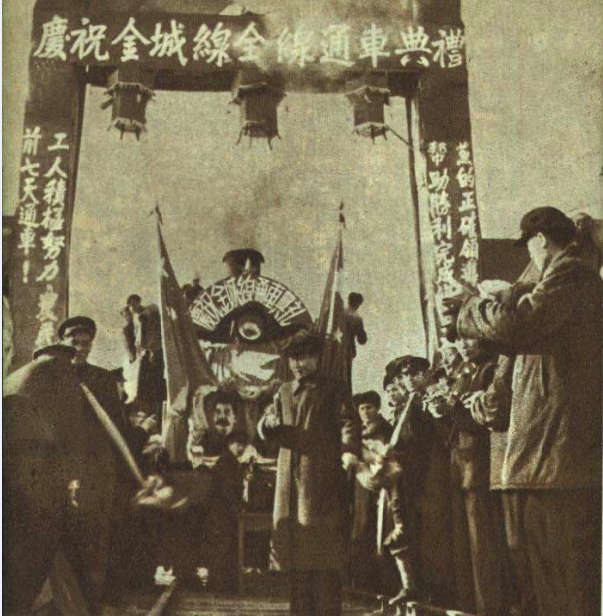
1952年长春铁路金城线通车

铁路兴建于日本治下的关东州时期，1927年10月1日开通，当时名为金福铁路，从金州站到城子疃站（1965年城子疃镇更名为城子坦镇，车站也随之更名），私营，对关东州东海岸地区起了重要作用。沿线的重要产业包括木材，水果，貔子窝的盐田，亮甲店的大花生，各地的花岗岩，硅石和貔子窝的海产品等。
1939年5月20日由满铁收购。
20世纪80年代，庄河市开始修建城子坦至庄河段，从城子坦站以南引出新线至庄河站，新设城子坦南站，使原城子坦站孤悬于原线终端。
2009年4月起，每天与大连站间开行一对普通旅客列车（6333/6334次）。每年春运期间6333/6334次车体支援南方旅客流量较大的线路，致使该趟列车停运1至2个月。
2010年开工建设的丹大城际铁路与金庄线共用一小段线路。
2015年4月9日起，6333次/6334次列车受丹大城际铁路建设施工影响，暂停运营。随着客运业务转向丹大城际铁路，本次列车并无恢复计划。

## 相连铁路
- 金州站 - 沈大铁路，丹大城際鐵路，金窯鐵路，大連港鐵路
- 登沙河站、杏树屯站、皮口站 - 丹大城際鐵路

## 车站
- 金州东门站为技术停车，不办理客运业务。
- 2009年后，牛角山、蚕厂屯、泉水屯、旗杵底、大刘家站不再有图定旅客列车停靠，车站现已废弃；城子坦站也已无旅客列车停靠，车站仍正常运营，从事货运业务；城子坦南站由沈阳铁路局与庄河地方铁路共同负责货运与客运业务。